# Fed Cup 2016
Fed Cup 2016, oficiálně se jménem sponzora Fed Cup by BNP Paribas 2016, představoval 54. ročník ženské tenisové týmové soutěže ve Fed Cupu, největší každoročně pořádané kolektivní události v ženském sportu. Los se uskutečnil 3. června 2015 v pařížském muzeu Francouzské tenisové federace na Roland Garros. Do ročníku se zapojilo 102 týmů, o tři více než v předchozí sezóně.
Obhájkyněmi titulu z předešlého ročníku 2015 byly hráčky České republiky.
První kolo Světové skupiny se uskutečnilo mezi 6. a 7. únorem. Semifinále se odehrálo v polovině dubna. Finále mezi Francií a Českou republikou proběhlo 12. a 13. listopadu 2016 ve štrasburské hale Rhénus Sport.
Pátý titul z předešlých šesti ročníků vybojoval český tým ve složení Karolína Plíšková, Petra Kvitová, Barbora Strýcová a Lucie Hradecká a získal tak hattrick, první od roků 1993–1995, kdy soutěž vyhrálo Španělsko. Celkově si vítězný výběr připsal jubilejní desáté vítězství.
Češky ve finále zdolaly Francii 3:2 na zápasy, když rozhodla až závěrečná čtyřhra, stejně jako ve třech předchozích utkáních české reprezentace. Jako druhé družstvo zvítězily bez zápasu odehraného na domácí půdě a zopakovaly svůj výkon ze sezóny 2011. Petra Kvitová se pátou trofejí stala nejúspěšnější českou reprezentantkou poté, co překonala čtyři vavříny Heleny Sukové. Petr Pála dosáhl jako první nehrající kapitán v historii Fed Cupu na pět titulů.

## Světová skupina

### Účastníci
| Účastníci | Účastníci | Účastníci | Účastníci  |
| Česko     | Francie   | Itálie    | Nizozemsko |
| Německo   | Rumunsko  | Rusko     | Švýcarsko  |
| --------- | --------- | --------- | ---------- |

#### Nasazené týmy
1. Česko (vítěz)
2. Rusko (1. kolo)
3. Německo (1. kolo)
4. Itálie (1. kolo)

### Pavouk
|  | Čtvrtfinále 6.–7. února       | Čtvrtfinále 6.–7. února       | Čtvrtfinále 6.–7. února       |                               |                           | Semifinále 16.–17. dubna        | Semifinále 16.–17. dubna        | Semifinále 16.–17. dubna        |                                 |                                 | Finále 12.–13. listopadu         | Finále 12.–13. listopadu         | Finále 12.–13. listopadu         |                                  |                                  |
|  |                               |                               |                               |                               |                           |                                 |                                 |                                 |                                 |                                 |                                  |                                  |                                  |                                  |                                  |
|  | Kluž, Rumunsko (hala)         |                               |                               |                               |                           |                                 |                                 |                                 |                                 |                                 |                                  |                                  |                                  |                                  |                                  |
|  | 1                             | Česko                         | 3                             |                               |                           |                                 |                                 |                                 |                                 |                                 |                                  |                                  |                                  |                                  |                                  |
|  |                               | Rumunsko                      | 2                             |                               |                           | Lucern, Švýcarsko (tvrdý, hala) | Lucern, Švýcarsko (tvrdý, hala) | Lucern, Švýcarsko (tvrdý, hala) | Lucern, Švýcarsko (tvrdý, hala) | Lucern, Švýcarsko (tvrdý, hala) |                                  |                                  |                                  |                                  |                                  |
|  |                               |                               |                               |                               | 1                         | Česko                           | 3                               |                                 |                                 |                                 |                                  |                                  |                                  |                                  |                                  |
|  | Lipsko, Německo (tvrdý, hala) | Lipsko, Německo (tvrdý, hala) | Lipsko, Německo (tvrdý, hala) | Lipsko, Německo (tvrdý, hala) |                           |                                 | Švýcarsko                       | 2                               |                                 |                                 |                                  |                                  |                                  |                                  |                                  |
|  |                               | Švýcarsko                     | 3                             |                               |                           |                                 |                                 |                                 |                                 |                                 |                                  |                                  |                                  |                                  |                                  |
|  | 3                             | Německo                       | 2                             |                               |                           |                                 |                                 |                                 |                                 |                                 | Štrasburk, Francie (tvrdý, hala) | Štrasburk, Francie (tvrdý, hala) | Štrasburk, Francie (tvrdý, hala) | Štrasburk, Francie (tvrdý, hala) | Štrasburk, Francie (tvrdý, hala) |
|  |                               |                               |                               |                               |                           |                                 |                                 |                                 |                                 |                                 | 1                                | Česko                            | 3                                |                                  |                                  |
|  | Marseille, Francie (hala)     | Marseille, Francie (hala)     | Marseille, Francie (hala)     | Marseille, Francie (hala)     | Marseille, Francie (hala) |                                 |                                 |                                 |                                 |                                 |                                  | Francie                          | 2                                |                                  |                                  |
|  | 4                             | Itálie                        | 1                             |                               |                           |                                 |                                 |                                 |                                 |                                 |                                  |                                  |                                  |                                  |                                  |
|  |                               | Francie                       | 4                             |                               |                           | Trélazé, Francie (antuka, hala) | Trélazé, Francie (antuka, hala) | Trélazé, Francie (antuka, hala) | Trélazé, Francie (antuka, hala) | Trélazé, Francie (antuka, hala) |                                  |                                  |                                  |                                  |                                  |
|  |                               |                               |                               |                               |                           | Francie                         | 3                               |                                 |                                 |                                 |                                  |                                  |                                  |                                  |                                  |
|  | Moskva, Rusko (hala)          | Moskva, Rusko (hala)          | Moskva, Rusko (hala)          | Moskva, Rusko (hala)          |                           |                                 | Nizozemsko                      | 2                               |                                 |                                 |                                  |                                  |                                  |                                  |                                  |
|  |                               | Nizozemsko                    | 3                             |                               |                           |                                 |                                 |                                 |                                 |                                 |                                  |                                  |                                  |                                  |                                  |
|  | 2                             | Rusko                         | 1                             |                               |                           |                                 |                                 |                                 |                                 |                                 |                                  |                                  |                                  |                                  |                                  |

### Francie vs. Česko
| Rhénus Sport, Štrasburk, Francie 12.–13. listopadu 2016 tvrdý – (hala) | |                                                                                  |       |      |       |  |
| \| 1. \| \| Kristina Mladenovicová Karolína Plíšková \| 3 6 \| 6 4 \| 14 16 \| \| \| 2. \| \| Caroline Garciaová Petra Kvitová \| 78 66 \| 6 3 \| \| \| \| 3. \| \| Caroline Garciaová Karolína Plíšková \| 6 3 \| 3 6 \| 6 3 \| \| \| 4. \| \| Alizé Cornetová Barbora Strýcová \| 2 6 \| 64 7 \| \| \| \| 5. \| \| Caroline Garciaová / Kristina Mladenovicová Karolína Plíšková / Barbora Strýcová \| 5 7 \| 5 7 \| \| \| \| Nominace \| \| \| \| \| \| \| \| \| Francie: Caroline Garciaová, Kristina Mladenovicová, Alizé Cornetová, Pauline Parmentierová, nehrající kapitánka: Amélie Mauresmová[6] \| \| \| \| \| \| \| \| Česko: Karolína Plíšková, Petra Kvitová, Barbora Strýcová, Lucie Hradecká, nehrající kapitán: Petr Pála[7] \| \| \| \| \| \| \| Podrobnosti \| \| \| \| \| \| \| \| \| Oba týmy se v minulosti utkaly šestkrát, když každý vyhrál tři utkání. \| \| \| \| \| \| | |                                                                                  |       |      |       |  |
| | |                                                                                  | 1.    | 2.   | 3.    |  |
| 1. | | Kristina Mladenovicová Karolína Plíšková                                         | 3 6   | 6 4  | 14 16 |  |
| 2. | | Caroline Garciaová Petra Kvitová                                                 | 78 66 | 6 3  |       |  |
| 3. | | Caroline Garciaová Karolína Plíšková                                             | 6 3   | 3 6  | 6 3   |  |
| 4. | | Alizé Cornetová Barbora Strýcová                                                 | 2 6   | 64 7 |       |  |
| 5. | | Caroline Garciaová / Kristina Mladenovicová Karolína Plíšková / Barbora Strýcová | 5 7   | 5 7  |       |  |
| Nominace | |                                                                                  |       |      |       |  |
| | Francie: Caroline Garciaová, Kristina Mladenovicová, Alizé Cornetová, Pauline Parmentierová, nehrající kapitánka: Amélie Mauresmová |                                                                                  |       |      |       |  |
| | Česko: Karolína Plíšková, Petra Kvitová, Barbora Strýcová, Lucie Hradecká, nehrající kapitán: Petr Pála                             |                                                                                  |       |      |       |  |
| Podrobnosti | |                                                                                  |       |      |       |  |
| | Oba týmy se v minulosti utkaly šestkrát, když každý vyhrál tři utkání.                                                              |                                                                                  |       |      |       |  |

## Baráž Světové skupiny
Čtyři týmy, které prohrály v 1. kole světové skupiny, se v baráži o Světovou skupinu 2017 utkaly se čtyřmi vítěznými družstvy z druhé světové skupiny. Hrálo se v polovině dubna 2016. Podle aktuálního žebříčku ITF byly čtyři nejvýše klasifikované týmy nasazeny.
Německo se udrželo ve světové skupině pro rok 2017. Bělorusko, Španělsko a Spojené státy do této nejvyšší úrovně postoupily. Austrálie setrvala ve druhé světové skupině pro rok 2017 a Rusko, Itálie a Rumunsko do této druhé kvalitativní úrovně soutěže sestoupily.
Nasazení
1. Rusko
2. Itálie
3. Německo
4. Austrálie

Nenasazení
- Bělorusko
- Rumunsko
- Španělsko
- Spojené státy

| Baráž Světové skupiny – 16. a 17. dubna | Baráž Světové skupiny – 16. a 17. dubna | Baráž Světové skupiny – 16. a 17. dubna | Baráž Světové skupiny – 16. a 17. dubna | Baráž Světové skupiny – 16. a 17. dubna |
| Místo konání                            | povrch                                  | domácí                                  | výsledek                                | hosté                                   |
| --------------------------------------- | --------------------------------------- | --------------------------------------- | --------------------------------------- | --------------------------------------- |
| Moskva, Rusko                           | antuka (hala)                           | Rusko (1)                               | 2–3                                     | Bělorusko                               |
| Lleida, Španělsko                       | antuka                                  | Španělsko                               | 4–0                                     | Itálie (2)                              |
| Kluž, Rumunsko                          | antuka (hala)                           | Rumunsko                                | 1–4                                     | Německo (3)                             |
| Brisbane, Austrálie                     | antuka                                  | Austrálie (4)                           | 0–4                                     | Spojené státy                           |

## Světová skupina II
Světová skupina II představovala druhou nejvyšší úroveň soutěže. Čtyři vítězné týmy z této fáze postoupily do barážových utkání o účast ve Světové skupině 2017 a na poražené čekala baráž o setrvání v této úrovni soutěže v následujícím ročníku.

### Účastníci
| Účastníci     | Účastníci | Účastníci | Účastníci |
| Austrálie     | Bělorusko | Kanada    | Polsko    |
| Spojené státy | Srbsko    | Slovensko | Španělsko |
| ------------- | --------- | --------- | --------- |

### Nasazení
1. Austrálie
2. Srbsko
3. Polsko
4. Kanada

### Herní plán
| Světová skupina II – 6. a 7. února                     | Světová skupina II – 6. a 7. února | Světová skupina II – 6. a 7. února | Světová skupina II – 6. a 7. února | Světová skupina II – 6. a 7. února |
| Místo konání                                           | Povrch                             | Domácí                             | Výsledek                           | Hosté                              |
| ------------------------------------------------------ | ---------------------------------- | ---------------------------------- | ---------------------------------- | ---------------------------------- |
| Aegon aréna, Bratislava, Slovensko                     | tvrdý, hala                        | Slovensko                          | 2–3                                | Austrálie (1)                      |
| Sportovní hala Kraljevo, Kraljevo, Srbsko              | tvrdý, hala                        | Srbsko (2)                         | 0–4                                | Španělsko                          |
| Holua Tennis Center, Kailua-Kona, Havaj, Spojené státy | tvrdý, venku                       | Spojené státy                      | 4–0                                | Polsko (3)                         |
| PEPS, Québec, Kanada                                   | tvrdý, hala                        | Kanada (4)                         | 2–3                                | Bělorusko                          |

## Baráž Světové skupiny II
Čtyři týmy, které prohrály v 1. kole druhé světové skupiny, se 16. a 17. dubna 2016 utkaly v baráži o druhou světovou skupinu se čtyřmi kvalifikanty z 1. skupin oblastních zón. Belgie a Ukrajina se k barážovým zápasům kvalifikovaly z evropsko-africké zóny, Tchaj-wan z asijsko-oceánské zóny a Argentina z americké zóny.
Slovensko se udrželo ve druhé světové skupině pro rok 2017. Belgie, Tchaj-wan a Ukrajina do této druhé nejvyšší etáže soutěže postoupily. Argentina setrvala v regionální zóně pro rok 2017. Kanada, Polsko a Srbsko do této úrovně sestoupily.
Nasazení
1. Srbsko
2. Kanada
3. Polsko
4. Argentina

Nenasazení
- Belgie
- Tchaj-wan
- Slovensko
- Ukrajina

| Baráž Světové skupiny II – 16. a 17. dubna | Baráž Světové skupiny II – 16. a 17. dubna | Baráž Světové skupiny II – 16. a 17. dubna | Baráž Světové skupiny II – 16. a 17. dubna | Baráž Světové skupiny II – 16. a 17. dubna |
| Místo konání                               | povrch                                     | domácí                                     | výsledek                                   | hosté                                      |
| ------------------------------------------ | ------------------------------------------ | ------------------------------------------ | ------------------------------------------ | ------------------------------------------ |
| Bělehrad, Srbsko                           | antuka, hala                               | Srbsko (1)                                 | 2–3                                        | Belgie                                     |
| Bratislava, Slovensko                      | antuka, hala                               | Slovensko                                  | 3–2                                        | Kanada (2)                                 |
| Inowrocław, Polsko                         | tvrdý, hala                                | Polsko (3)                                 | 1–4                                        | Tchaj-wan                                  |
| Kyjev, Ukrajina                            | tvrdý                                      | Ukrajina                                   | 4–0                                        | Argentina (4)                              |

## Americká zóna

### 1. skupina
- Místo konání: Country Club Las Palmas, Santa Cruz, Bolívie (antuka, venku)[12]
- Datum: 3.–6. února 2016

Týmy
Blok A
- Bolívie
- Kolumbie
- Mexiko
- Paraguay

Blok B
- Argentina
- Brazílie
- Ekvádor
- Peru

Výsledek
- Argentina postoupila do baráže o účast ve Světové skupině II pro rok 2017
- Ekvádor a  Peru sestoupily do 2. skupiny Americké zóny pro rok 2017

### 2. skupina
- Místo konání: Centro de Tenis Honda, Bayamón, Portoriko (tvrdý, venku)
- Datum: 1.–6. února 2016

Týmy
Blok A
- Chile
- Kostarika
- Honduras
- Venezuela

Blok B
- Bahamy
- Dominikánská republika
- Guatemala
- Portoriko
- Uruguay

Výsledek
- Venezuela a  Chile postoupily do 1. skupiny Americké zóny pro rok 2017

## Zóna Asie a Oceánie

### 1. skupina
- Místo konání: Hua Hin Centennial Sports Club, Hua Hin, Thajsko (tvrdý, venku)
- Datum: 3.–6. února 2016

Týmy
Blok A
- Indie
- Japonsko
- Thajsko
- Uzbekistán

Blok A
- Čína
- Tchaj-wan
- Kazachstán
- Jižní Korea

Výsledek
- Tchaj-wan postoupilo do baráže o účast ve Světové skupině II pro rok 2017
- Uzbekistán sestoupil do 2. skupiny zóny Asie a Oceánie pro rok 2017

### 2. skupina
- Místo konání: Hua Hin Centennial Sports Club, Hua Hin, Thajsko (tvrdý, venku)
- Datum: 11.–16. dubna 2016

Týmy
- Filipíny
- Singapur
- Turkmenistán
- Kyrgyzstán
- Írán
- Hongkong
- Malajsie
- Pákistán
- Indonésie
- Srí Lanka
- Pacifická Oceánie

Výsledek
- Filipíny postoupily do 1. skupiny zóny Asie a Oceánie pro rok 2017

### Neaktivní týmy zóny
- Irák
- Jordánsko
- Nový Zéland
- Omán
- Sýrie
- Vietnam

## Zóna Evropy a Afriky

### 1. skupina
- Místo konání: Municipal Tennis Club, Ejlat, Izrael (tvrdý, venku)[12][13]
- Datum: 3.–6. února 2016

Týmy
Blok A
- Portugalsko
- Švédsko
- Ukrajina

Blok B
- Gruzie
- Velká Británie
- Jižní Afrika

Blok C
- Chorvatsko
- Estonsko
- Izrael
- Turecko

Blok D
- Belgie
- Bulharsko
- Maďarsko
- Lotyšsko

Výsledek
- Belgie a  Ukrajina postoupily do baráže o účast ve Světové skupině II pro rok 2017
- Švédsko a  Jižní Afrika sestoupily do 2. skupiny zóny Evropy a Afriky pro rok 2017

### 2. skupina
- Místo konání: Gezira Sporting Club, Káhira, Egypt
- Datum: 13.–16. dubna 2016

Týmy
- Rakousko
- Finsko
- Lichtenštejnsko
- Slovinsko
- Litva
- Bosna a Hercegovina
- Egypt
- Dánsko

Výsledek
- Rakousko a  Bosna a Hercegovina postoupily do 1. skupiny zóny Evropy a Afriky pro rok 2017
- Finsko a  Lichtenštejnsko sestoupily do 3. skupiny zóny Evropy a Afriky pro rok 2017

### 3. skupina
- Místo konání: Bellevue, Ulcinj, Černá Hora (antuka, venku)
- Datum: 11.–16. dubna 2016

Týmy
- Irsko
- Moldavsko
- Černá Hora
- Řecko
- Norsko
- Lucembursko
- Arménie
- Kypr
- Namibie
- Makedonie
- Alžírsko
- Mosambik
- Island

Výsledek
- Lucembursko a  Norsko postoupily do 2. skupiny zóny Evropy a Afriky pro rok 2017

### Neaktivní týmy zóny
- Ázerbájdžán
- Botswana
- Etiopie
- Keňa
- Lesotho
- Mauricius
- San Marino
- Senegal
- Zimbabwe